# Liste des conjoints des souverains de Naples
Les conjoints des souverains de Naples (aussi dénommés souverains de Sicile citérieure, ou péninsulaire) ont pour la plupart partagé le titre de leur époux ; lorsque le monarque était roi, son épouse prenait de façon systématique le titre de reine, mais pour le cas où le souverain était une reine, le titre de son conjoint a pu varier. Le plus souvent, celui-ci a porté le titre de roi, mais certains ont porté celui de duc de Calabre. Les épouses des souverains de Naples n'avaient pas de statut constitutionnel ou de rôle politique, mais l'inverse n'est pas vrai : la plupart des époux des souveraines devenaient monarques de plein droit.

## Épouses des ducs de Naples
Le duché de Naples perdura de 661 à 1137 avant son intégration dans le royaume de Sicile. De 661 à 840, les ducs sont des commandants militaires nommés par les Byzantins mais à partir de 840, le duché devient quasiment indépendant et le titre de duc est transmis de façon héréditaire.
- Drosu, femme de Serge Ier, duc de Naples de 840 à 864/865, dernier duc choisi par les Byzantins, ses descendants héritèrent du duché de Naples.
- Theodora, femme de Jean III, duc de Naples de 928 à 968/969.
- Limpiasa de Capoue, fille de Richard Ier d'Aversa, femme de Serge VI, duc de Naples de 1074 à 1107, porta aussi le titre de protosébaste.
- Eva (ou Anna), fille de Godefroi Ridelle, duc de Gaète, femme de Jean VI, duc de Naples de 1107 à 1120/1123, porta aussi le titre de protosébaste.

## Liste des reines de Naples

### Maison capétienne d'Anjou-Sicile

#### Branche de Naples
| Portrait | Nom (dates)                                                       | Conjoint                                                        | Titres | Eléments biographiques | Armoiries |
| -------- | ----------------------------------------------------------------- | --------------------------------------------------------------- | --- | --- | --------- |
|          | Béatrice de Provence (1229 - 23 septembre 1267)                   | - Charles Ier d'Anjou (mariage en 1246)                         | - Comtesse de Provence et de Forcalquier (de plein droit, 1245-1267) - Comtesse d'Anjou et du Maine (1246-1267) - Reine de Sicile et de Naples, princesse de Tarente (1266-1267)                                                  | - Princesse de la Maison de Barcelone. Fille de Raimond-Bérenger V de Provence et de Béatrice de Savoie. - Mère de Blanche d'Anjou, de Béatrice de Sicile, de Charles II d'Anjou et d'Isabelle d'Anjou. |           |
|          | Marguerite de Bourgogne-Tonnerre (Vers 1250 – 4 septembre 1308)   | - Charles Ier d'Anjou (mariage en 1268)                         | - Comtesse de Tonnerre (de plein droit, 1262-1308) - Reine de Sicile (1268-1282) - Reine de Naples, princesse de Tarente, comtesse d'Anjou et du Maine (1268-1285) - Reine d'Albanie (1272-1285) - Princesse d'Achaïe (1278-1285) | - Princesse de la Maison capétienne de Bourgogne. Fille d'Eudes de Bourgogne et de Mathilde II de Bourbon. |           |
|          | Marie de Hongrie (Vers 1257 – 25 mars 1323)                       | - Charles II d'Anjou (mariage en 1270)                          | - Comtesse de Provence et de Forcalquier (1270-1309) - Reine de Naples (1285-1309) - Reine d'Albanie et princesse de Tarente (1285-1294) - Comtesse d'Anjou et du Maine (1285-1290) - Princesse d'Achaïe (1285-1289)              | - Princesse de la dynastie Árpád. Fille d'Etienne V de Hongrie et d'Élisabeth la Coumane. - Mère de Charles Martel de Hongrie, de Marguerite d'Anjou, de Louis d'Anjou, de Robert Ier de Naples, de Philippe Ier de Tarente, de Blanche d'Anjou, d'Éléonore d'Anjou, de Marie d'Anjou, de Jean de Durazzo et de Béatrice d'Anjou. |           |
|          | Sancia de Majorque (Vers 1285 – 28 juillet 1345)                  | - Robert Ier de Naples (mariage en 1304)                        | - Duchesse de Calabre (1304-1309) - Reine de Naples et comtesse de Provence (1309-1343) - Régente de Naples et de Provence (1343-1345)                                                                                            | - Princesse de la Maison de Barcelone. Fille de Jacques II de Majorque et d'Esclarmonde de Foix. |           |
|          | André Ier de Naples (30 octobre 1327 – 18 septembre 1345)         | - Jeanne Ire de Naples (mariage en 1333)                        | - Duc de Calabre (1333-1345) - Roi de Naples (1343-1345) | - Prince de la Maison capétienne d'Anjou-Sicile. Fils de Charles Robert de Hongrie, et d'Élisabeth de Pologne. |           |
|          | Louis de Tarente (Vers 1320 – 26 mai 1362)                        | - Jeanne Ire de Naples (mariage en 1346)                        | - Roi de Naples (1346-1362) | - Prince de la Maison capétienne d'Anjou-Sicile. Fils de Philippe Ier de Tarente et de Catherine de Valois-Courtenay. |           |
|          | Jacques IV de Majorque (24 août 1336 – 20 janvier 1375)           | - Jeanne Ire de Naples (mariage en 1363)                        | - Roi titulaire de Majorque et prince titulaire d'Achaïe (1349-1375) - Duc de Calabre (1363-1375) | - Prince de la Maison de Barcelone. Fils de Jacques III de Majorque et de Constance d’Aragon. |           |
|          | Othon IV de Brunswick-Grubenhagen (Vers 1320 – 1er décembre 1398) | - Yolande de Villargut - Jeanne Ire de Naples (mariage en 1376) | - Prince de Tarente (1376-1381) | - Prince de la Maison de Brunswick. Fils d'Henri II de Brunswick-Grubenhagen et de Judith de Brandebourg. |           |

#### Branche de Durazzo
| Portrait | Nom (dates)                                           | Conjoint                                                                                 | Titres | Eléments biographiques | Armoiries |
| -------- | ----------------------------------------------------- | ---------------------------------------------------------------------------------------- | --- | --- | --------- |
|          | Marguerite de Durazzo (28 juillet 1347 – 6 août 1412) | - Charles III de Naples (mariage en 1369)                                                | - Reine de Naples (1382-1386) - Reine de Hongrie (1385-1386) - Régente de Naples (1386-1390)                                                                     | - Princesse de la Maison capétienne d'Anjou-Sicile. Fille de Charles de Durazzo et de Marie de Calabre. - Mère de Jeanne II de Naples et de Ladislas Ier de Naples.     |           |
|          | Constance Chiaromonte (Vers 1377 – Vers 1423)         | - Ladislas Ier de Naples (mariage en 1390)                                               | - Reine titulaire de Naples (1390-1392) | - Princesse de la Famille Chiaromonte. Fille de Manfredi III Chiaromonte et d'Eufemia Ventimiglia.                                                                      |           |
|          | Marie de Lusignan (Vers 1381 – 4 septembre 1404)      | - Ladislas Ier de Naples (mariage en 1403)                                               | - Reine de Naples (1403-1404) | - Princesse de la Maison de Lusignan. Fille de Jacques Ier de Chypre et d'Helvis de Brunswick-Grubenhagen.                                                              |           |
|          | Marie d'Enghien (Vers 1367 – 6 août 1414)             | - Raimondo del Balzo Orsini (mariage en 1385) - Ladislas Ier de Naples (mariage en 1406) | - Comtesse de Lecce (de plein droit, 1384-1446) - Duchesse d'Andria (1385-1406) - Princesse de Tarente (de plein droit, 1399-1414) - Reine de Naples (1406-1414) | - Princesse de la Maison d'Enghien. Fille de Jean d'Enghien et de Sancie Orsini des Baux. - Mère de Giovanni Antonio del Balzo Orsini et de Catherine del Balzo Orsini. |           |
|          | Jacques II de Bourbon (Vers 1370 – 24 septembre 1438) | - Béatrice de Navarre (mariage en 1406) - Jeanne II de Naples (mariage en 1415)          | - Comte de la Marche et de Castres (1393-1438) - Grand chambellan de France (1397-1438) - Roi de Naples (1415-1419)                                              | - Prince de la Maison de Bourbon-La Marche. Fils de Jean Ier de Bourbon-La Marche et de Catherine de Vendôme. - Père d'Éléonore de Bourbon.                             |           |

La légitimité de la Maison d'Anjou Durazzo a été contestée par les ducs d'Anjou de la Maison de Valois, qui a mené plusieurs expéditions militaires dans le royaume. Finalement, la reine Jeanne II, étant sans héritier, a reconnu Louis III en 1426 en tant que duc de Calabre et héritier. Comme Louis décéda avant la reine, c'est son frère René d'Anjou qui a été reconnu héritier par la reine avant sa mort.

### Maison capétienne de Valois-Anjou
| Portrait | Nom (dates)                                            | Conjoint | Titres | Eléments biographiques | Armoiries |
| -------- | ------------------------------------------------------ | --- | --- | --- | --------- |
|          | Marie de Blois (Vers 1345 – 12 novembre 1404)          | - Louis Ier d'Anjou (mariage en 1360)                                                                                      | - Dame de Guise (de plein droit, 1360-1404) - Duchesse d'Anjou et de Touraine, comtesse du Maine (1360-1384) - Duchesse de Calabre (1380-1382) - Reine titulaire de Naples et comtesse de Provence (1382-1384)                          | - Princesse de la Maison de Blois. Fille de Charles de Blois et de Jeanne de Penthièvre. - Mère de Louis II d'Anjou.                                                                                          |           |
|          | Yolande d'Aragon (11 août 1381 – 14 novembre 1442)     | - Louis II d'Anjou (mariage en 1400)                                                                                       | - Reine titulaire de Naples, duchesse d'Anjou et de Touraine, comtesse du Maine et de Provence (1400-1417) - Dame de Guise (1404-1417)                                                                                                  | - Princesse de la Maison de Barcelone. Fille de Jean Ier d'Aragon et de Yolande de Bar. - Mère de Louis III d'Anjou, de Marie d'Anjou, de René d'Anjou, de Yolande d'Anjou et de Charles IV du Maine.         |           |
|          | Marguerite de Savoie (7 août 1420 – 30 novembre 1479)  | - Louis III d'Anjou (mariage en 1431) - Louis IV du Palatinat (mariage en 1445) - Ulrich V de Wurtemberg (mariage en 1453) | - Reine titulaire de Naples, duchesse d'Anjou, comtesse du Maine, de Provence et de Guise (1431-1434) - Duchesse de Calabre (1432-1434) - Électrice palatine (1445-1449) - Comtesse de Wurtemberg (1453-1479)                           | - Princesse de la Maison de Savoie. Fille d'Amédée VIII de Savoie et de Marie de Bourgogne. - Mère de Philippe Ier du Palatinat.                                                                              |           |
|          | Isabelle Ire de Lorraine (Vers 1410 – 28 février 1453) | - René d'Anjou (mariage en 1420)                                                                                           | - Comtesse de Guise (1420-1425) - Duchesse de Bar (1430-1453) - Duchesse de Lorraine (de plein droit, 1431-1453) - Duchesse de Calabre (1434-1435) - Duchesse d'Anjou et comtesse de Provence (1434-1453) - Reine de Naples (1435-1442) | - Princesse de la Maison de Lorraine. Fille de Charles II de Lorraine et de Marguerite de Wittelsbach. - Mère de Jean II de Lorraine, de Louis d'Anjou-Commercy, de Yolande d'Anjou et de Marguerite d'Anjou. |           |
|          | Jeanne de Laval (10 novembre 1433 – 19 décembre 1498)  | - René d'Anjou (mariage en 1454)                                                                                           | - Reine titulaire de Naples, duchesse d'Anjou et de Bar, comtesse du Maine et de Provence (1454-1480) | - Princesse de la Maison de Laval. Fille de Guy XIV de Laval et d'Isabelle de Bretagne. |           |

Longtemps considéré comme possible héritier de la reine Jeanne II de Naples, le roi Alphonse V d'Aragon conquis militairement le royaume ce qui contraignit René d'Anjou à fuir. Les droits de René ont été transmis soit à son neveu Charles V d'Anjou (mort en 1481 qui laissa ses droits au roi de France Louis XI) soit à son petit-fils René II de Lorraine. Les descendants de ces derniers ont continué de réclamer le trône de Naples, notamment les rois de France, jusqu'en 1529 puis de façon intermittente jusqu'en 1559. Cette situation sera la casus belli de la première guerre d'Italie et troisième guerre d'Italie.

### Maison de Trastamare
| Portrait | Nom (dates)                                              | Conjoint                                    | Titres | Eléments biographiques | Armoiries |
| -------- | -------------------------------------------------------- | ------------------------------------------- | --- | --- | --------- |
|          | Marie de Castille (14 septembre 1401 – 7 septembre 1458) | - Alphonse V d'Aragon (mariage en 1415)     | - Princesse des Asturies (de plein droit, 1401-1405) - Reine d'Aragon, de Majorque, de Valence et de Sicile, comtesse de Barcelone (1416-1458) - Reine de Naples (1442-1458) | - Princesse de la Maison de Trastamare. Fille d'Henri III de Castille et de Catherine de Lancastre. |           |
|          | Isabelle de Tarente (Vers 1424 – 30 mars 1465)           | - Ferdinand Ier de Naples (mariage en 1444) | - Duchesse de Calabre (1444-1458) - Reine de Naples (1458-1465) - Princesse de Tarente (de plein droit, 1463-1465)                                                           | - Princesse de la Famille Chiaromonte. Fille de Tristan de Clermont-Lodève et de Catherine Orsini des Baux. - Mère d'Alphonse II de Naples, d'Éléonore de Naples, de Frédéric Ier de Naples, de Jean d'Aragon et de Béatrice de Naples. |           |
|          | Jeanne d'Aragon (16 juin 1454 – 9 juin 1517)             | - Ferdinand Ier de Naples (mariage en 1476) | - Reine de Naples (1476-1494) | - Princesse de la Maison de Trastamare. Fille de Jean II d'Aragon et de Jeanne Enríquez. - Mère de Jeanne de Naples. |           |
|          | Jeanne de Naples (Vers 1478 – 27 août 1518)              | - Ferdinand II de Naples (mariage en 1496)  | - Reine de Naples (1496) | - Princesse de la Maison de Trastamare. Fille de Ferdinand Ier de Naples et de Jeanne d'Aragon. |           |
|          | Isabelle des Baux (24 juin 1465 – 22 mai 1533)           | - Frédéric Ier de Naples (mariage en 1486)  | - Duchesse d'Andria et de Venosa, princesse d'Altamura (de plein droit, 1487-1533) - Reine de Naples et princesse de Tarente (1496-1501)                                     | - Princesse de la Maison des Baux. Fille de Pietro del Balzo et de Maria Donata Orsini. - Mère de Ferdinand d'Aragon. |           |

Le roi de France Louis XII conquit le royaume en 1501, fit prisonnier le roi Frédéric Ier et l'envoya en France où il mourut.

### Maison capétienne de Valois
| Portrait | Nom (dates)                                         | Conjoint | Titres | Eléments biographiques | Armoiries |
| -------- | --------------------------------------------------- | --- | --- | --- | --------- |
|          | Anne de Bretagne (25 janvier 1477 – 9 janvier 1514) | - Maximilien Ier du Saint-Empire (mariage en 1490) - Charles VIII de France (mariage en 1491) - Louis XII de France (mariage en 1499) | - Duchesse de Bretagne et comtesse de Montfort (de plein droit, 1488-1514) - Reine des Romains (1490-1491) - Reine de France (1491-1498 puis 1499-1514) - Duchesse de Milan (1499-1500 puis 1501-1512) - Reine de Naples (1501-1503) - Comtesse d'Étampes (de plein droit, 1512-1514) | - Princesse de la Maison de Montfort. Fille de François II de Bretagne et de Marguerite de Foix. - Mère de Charles-Orland de France, de Charles de France, de Claude de France et de Renée de France. |           |

Le royaume est repris par les Espagnols en 1503, après la bataille du Garigliano.

### Maison de Trastamare
| Portrait | Nom (dates)                                                 | Conjoint | Titres | Eléments biographiques | Armoiries |
| -------- | ----------------------------------------------------------- | --- | --- | --- | --------- |
|          | Isabelle Ire de Castille (22 avril 1451 – 26 novembre 1504) | - Ferdinand II d'Aragon (mariage en 1469)                                                                                        | - Reine de Castille et León (de plein droit, 1474-1504) - Reine d'Aragon, de Majorque, de Valence et de Sicile, comtesse de Barcelone (1479-1504) - Reine de Naples (1503-1504)                | - Princesse de la Maison de Trastamare. Fille de Jean II de Castille et d'Isabelle de Portugal. - Mère d'Isabelle d'Aragon, de Jean d'Aragon, de Jeanne Ire de Castille, de Marie d'Aragon et de Catherine d'Aragon. |           |
|          | Germaine de Foix (Vers 1488 – 15 octobre 1536)              | - Ferdinand II d'Aragon (mariage en 1505) - Jean de Brandebourg-Ansbach (mariage en 1519) - Ferdinand d'Aragon (mariage en 1526) | - Reine d'Aragon, de Majorque, de Valence, de Sicile et de Naples, comtesse de Barcelone (1505-1516) - Reine de Navarre (1512-1516) - Duchesse de Calabre et vice-reine de Valence (1526-1536) | - Princesse de la Maison de Grailly. Fille de Jean de Foix et de Marie d'Orléans. |           |

### Maison de Habsbourg
| Portrait | Nom (dates)                                                      | Conjoint                                   | Titres | Eléments biographiques | Armoiries |
| -------- | ---------------------------------------------------------------- | ------------------------------------------ | --- | --- | --------- |
|          | Isabelle de Portugal (24 octobre 1503 – 1er mai 1539)            | - Charles Quint (mariage en 1526)          | - Reine de Germanie (1526-1530) - Reine de Castille, d'Aragon, de Sicile et de Naples, souveraine des Pays-Bas (1526-1539) - Impératrice du Saint-Empire (1530-1539)                                                    | - Princesse de la Maison d'Aviz. Fille de Manuel Ier de Portugal et de Marie d'Aragon. - Mère de Philippe II d'Espagne, de Marie d'Autriche et de Jeanne d'Autriche.                                                                   |           |
|          | Marie Ire d'Angleterre (18 février 1516 – 17 novembre 1558)      | - Philippe II d'Espagne (mariage en 1554)  | - Reine d'Angleterre et d'Irlande (de plein droit, 1553-1558) - Princesse des Asturies (1554-1556) - Reine de Naples et de Sicile, duchesse de Milan (1554-1558) - Reine d'Espagne, souveraine des Pays-Bas (1556-1558) | - Princesse de la Maison Tudor. Fille d'Henri VIII d'Angleterre et de Catherine d'Aragon. |           |
|          | Élisabeth de France (2 avril 1545 – 3 octobre 1568)              | - Philippe II d'Espagne (mariage en 1559)  | - Reine d'Espagne, de Naples et de Sicile, duchesse de Milan, souveraine des Pays-Bas (1559-1568) | - Princesse de la Maison de Valois-Angoulême. Fille d'Henri II de France et de Catherine de Médicis. - Mère d'Isabelle-Claire-Eugénie d'Autriche et de Catherine-Michelle d'Autriche.                                                  |           |
|          | Anne d'Autriche (2 novembre 1549 – 26 octobre 1580)              | - Philippe II d'Espagne (mariage en 1570)  | - Reine d'Espagne, de Naples et de Sicile, duchesse de Milan, souveraine des Pays-Bas (1570-1580) | - Princesse de la Maison de Habsbourg. Fille de Maximilien II du Saint-Empire et de Marie d'Autriche. - Mère de Ferdinand d'Autriche, de Diègue d'Autriche et de Philippe III d'Espagne.                                               |           |
|          | Marguerite d'Autriche-Styrie (25 décembre 1584 – 3 octobre 1611) | - Philippe III d'Espagne (mariage en 1599) | - Reine d'Espagne, de Naples et de Sicile, duchesse de Milan (1599-1611) | - Princesse de la Maison de Habsbourg. Fille de Charles II d'Autriche-Styrie et de Marie-Anne de Bavière. - Mère d'Anne d'Autriche, de Philippe IV d'Espagne, de Marie-Anne d'Autriche, Charles d'Autriche et de Ferdinand d'Autriche. |           |
|          | Élisabeth de France (22 novembre 1602 – 6 octobre 1644)          | - Philippe IV d'Espagne (mariage en 1615)  | - Princesse des Asturies (1615-1621) - Reine d'Espagne, de Portugal, de Naples et de Sicile, duchesse de Milan, souveraine des Pays-Bas (1621-1644)                                                                     | - Princesse de la Maison de Bourbon. Fille d'Henri IV de France et de Marie de Médicis. - Mère de Balthazar-Charles d'Autriche et de Marie-Thérèse d'Autriche.                                                                         |           |
|          | Marie-Anne d'Autriche (24 décembre 1634 – 16 mai 1696)           | - Philippe IV d'Espagne (mariage en 1649)  | - Reine d'Espagne, de Portugal, de Naples et de Sicile, duchesse de Milan, souveraine des Pays-Bas (1649-1665) - Régente d'Espagne (1665-1675)                                                                          | - Princesse de la Maison de Habsbourg. Fille de Ferdinand III du Saint-Empire et de Marie-Anne d'Autriche. - Mère de Marguerite-Thérèse d'Autriche, de Philippe-Prosper d'Autriche et de Charles II d'Espagne.                         |           |
|          | Marie-Louise d'Orléans (27 mars 1662 – 12 février 1689)          | - Charles II d'Espagne (mariage en 1679)   | - Reine d'Espagne, de Portugal, de Naples et de Sicile, duchesse de Milan, souveraine des Pays-Bas (1679-1689) | - Princesse de la Maison d'Orléans. Fille de Philippe d’Orléans et d'Henriette d'Angleterre. |           |
|          | Marie-Anne de Neubourg (28 octobre 1667 – 16 juillet 1740)       | - Charles II d'Espagne (mariage en 1690)   | - Reine d'Espagne, de Portugal, de Naples et de Sicile, duchesse de Milan, souveraine des Pays-Bas (1690-1700) | - Princesse de la Maison de Witteslsbach. Fille de Philippe-Guillaume de Neubourg et d'Élisabeth-Amélie de Hesse-Darmstadt. |           |

### Maison de Bourbon
| Portrait | Nom (dates)                                                            | Conjoint                                 | Titres | Eléments biographiques | Armoiries |
| -------- | ---------------------------------------------------------------------- | ---------------------------------------- | --- | --- | --------- |
|          | Marie-Louise-Gabrielle de Savoie (17 septembre 1688 – 14 février 1714) | - Philippe V d'Espagne (mariage en 1701) | - Reine d'Espagne et duchesse de Milan (1701-1714) - Reine de Naples, de Sicile et de Sardaigne (1701-1713) - Souveraine des Pays-Bas (1701-1710) | - Princesse de la Maison de Savoie. Fille de Victor-Amédée II de Savoie et d'Anne-Marie d'Orléans. - Mère de Louis Ier d'Espagne et de Ferdinand VI d'Espagne. |           |

Les Espagnols perdirent le royaume face aux Autrichiens après la guerre de Succession d'Espagne.

### Maison de Habsbourg
| Portrait | Nom (dates)                                                                     | Conjoint                                       | Titres | Eléments biographiques | Armoiries |
| -------- | ------------------------------------------------------------------------------- | ---------------------------------------------- | --- | --- | --------- |
|          | Élisabeth-Christine de Brunswick-Wolfenbüttel (28 août 1691 – 21 décembre 1750) | - Charles VI du Saint-Empire (mariage en 1708) | - Impératrice du Saint-Empire, reine de Germanie, de Hongrie et de Bohême, archiduchesse d'Autriche (1711-1740) - Duchesse de Milan (1714-1740) - Reine de Naples (1714-1735) - Souveraine des Pays-Bas (1715-1740) - Reine de Sicile (1720-1734) - Duchesse de Parme (1735-1740) | - Princesse de la Maison de Brunswick. fille de Louis-Rodolphe de Brunswick-Wolfenbüttel et de Christine-Louise d'Oettingen-Oettingen. - Mère de Marie-Thérèse d'Autriche et de Marie-Anne d'Autriche. |           |

Le royaume est repris en 1734 par les Espagnols pendant la guerre de Succession de Pologne. Le traité de Vienne de 1738 met fin à la guerre et fait reconnaître une branche cadette des Bourbons, la maison de Bourbon-Siciles, légitime au trône de Naples.

### Maison de Bourbon-Siciles
| Portrait | Nom (dates)                                                 | Conjoint                                           | Titres                                                                   | Eléments biographiques | Armoiries |
| -------- | ----------------------------------------------------------- | -------------------------------------------------- | ------------------------------------------------------------------------ | --- | --------- |
|          | Marie-Amélie de Saxe (24 novembre 1724 – 27 septembre 1760) | - Charles III d'Espagne (mariage en 1738)          | - Reine de Naples et de Sicile (1738-1759) - Reine d'Espagne (1759-1760) | - Princesse de la Maison de Wettin. Fille d'Auguste III de Pologne et de Marie-Josèphe d'Autriche. - Mère de Marie-Josèphe d'Espagne, de Marie-Louise d'Espagne, de Philippe-Antoine de Bourbon, de Charles IV d'Espagne, de Ferdinand Ier des Deux-Siciles et de Gabriel d'Espagne. |           |
|          | Marie-Caroline d'Autriche (13 août 1752 – 8 septembre 1814) | - Ferdinand Ier des Deux-Siciles (mariage en 1768) | - Reine de Naples (1768-1806) - Reine de Sicile (1768-1814)              | - Princesse de la Maison de Habsbourg-Lorraine. Fille de François Ier du Saint-Empire et de Marie-Thérèse d'Autriche. - Mère de Marie-Thérèse de Bourbon-Naples, de Louise de Bourbon-Siciles, de Charles de Naples et Sicile, de François Ier des Deux-Siciles, de Marie-Christine de Bourbon-Siciles, de Gennaro de Naples et Sicile, de Joseph de Naples et Sicile, de Marie-Amélie de Bourbon-Siciles, de Marie-Antoinette de Bourbon-Naples, de Marie-Henriette de Bourbon-Siciles et de Léopold de Bourbon-Siciles. |           |

Le roi Ferdinand Ier des Deux-Siciles s'allia avec la Troisième Coalition contre Napoléon en 1805. En 1806, à la suite des victoires décisives sur les armées alliées à Austerlitz et sur les Napolitains à Campo Tenese, Napoléon installe son frère Joseph sur le trône de Naples. Ferdinand fuit vers la Sicile où il maintiendra son pouvoir.

### Maison Bonaparte
| Portrait | Nom (dates)                                     | Conjoint                             | Titres                                                              | Eléments biographiques | Armoiries |
| -------- | ----------------------------------------------- | ------------------------------------ | ------------------------------------------------------------------- | --- | --------- |
|          | Julie Clary (26 décembre 1771 – 7 avril 1845)   | - Joseph Bonaparte (mariage en 1794) | - Reine de Naples (1806-1808) - Reine d'Espagne (1808-1813)         | - Princesse de la Famille Clary. Fille de François Clary et de Françoise Rose Somis. - Mère de Zénaïde Bonaparte et de Charlotte Bonaparte. |           |
|          | Caroline Bonaparte (25 mars 1782 – 18 mai 1839) | - Joachim Murat (mariage en 1800)    | - Grande-duchesse de Berg (1806-1808) - Reine de Naples (1808-1815) | - Princesse de la Maison Bonaparte. Fille de Charles Bonaparte et de Letizia Ramolino. - Mère d'Achille Murat et de Lucien Murat.           |           |